# 南極座ρ
南極座ρ，又名CP-84 510，HD 137333、SAO 258731、HR 5729，是南極座的一颗恒星，视星等为5.57，位于銀經307.02，銀緯-23.02，其B1900.0坐标为赤經15h 20m 12s，赤緯-84° -23.02′ 55″。